# Mikhail Kukushkin
Mikhail Kukushkin (en russe : Михаил Александрович Кукушкин), né le 26 décembre 1987 à Volgograd, est un joueur de tennis professionnel kazakh.
Il est membre de l'équipe du Kazakhstan de Coupe Davis. Son premier titre a été conquis à l'Open de Saint-Pétersbourg.
En éliminant Gaël Monfils au troisième tour de l'Open d'Australie 2012, il devient le premier joueur kazakh de l'histoire du tennis à atteindre les 1/8 de finale en simple dans un tournoi du Grand Chelem, performance qu'il réitère lors du tournoi de Wimbledon en 2019.

## Palmarès

### Titre en simple messieurs
| No | Date       | Nom et lieu du tournoi                 | Catégorie | Dotation  | Surface    | Finaliste       | Score     |          |
| -- | ---------- | -------------------------------------- | --------- | --------- | ---------- | --------------- | --------- | -------- |
| 1  | 25-10-2010 | St. Petersburg Open, Saint-Pétersbourg | ATP 250   | 663 750 $ | Dur (int.) | Mikhail Youzhny | 6-3, 7-62 | Parcours |

### Finales en simple messieurs
| No | Date       | Nom et lieu du tournoi            | Catégorie | Dotation  | Surface    | Vainqueur          | Score         |          |
| -- | ---------- | --------------------------------- | --------- | --------- | ---------- | ------------------ | ------------- | -------- |
| 1  | 14-10-2013 | Kremlin Cup, Moscou               | ATP 250   | 746 750 $ | Dur (int.) | Richard Gasquet    | 4-6, 6-4, 6-4 | Parcours |
| 2  | 11-01-2015 | Apia International Sydney, Sydney | ATP 250   | 439 405 $ | Dur (ext.) | Viktor Troicki     | 6-2, 6-3      | Parcours |
| 3  | 18-02-2019 | Open 13 Provence, Marseille       | ATP 250   | 668 485 € | Dur (int.) | Stéfanos Tsitsipás | 7-5, 7-65     | Parcours |

## Parcours dans les tournois duGrand Chelem

### En simple
| Année | Open d'Australie | Open d'Australie | Internationaux de France | Internationaux de France | Wimbledon       | Wimbledon        | US Open         | US Open           |
| ----- | ---------------- | ---------------- | ------------------------ | ------------------------ | --------------- | ---------------- | --------------- | ----------------- |
| 2010  | —                | —                | —                        | —                        | —               | —                | 1er tour (1/64) | S. Wawrinka       |
| 2011  | 1er tour (1/64)  | A. Dolgopolov    | 2e tour (1/32)           | Mikhail Youzhny          | 1er tour (1/64) | Roger Federer    | 2e tour (1/32)  | M. Granollers     |
| 2012  | 1/8 de finale    | Andy Murray      | 2e tour (1/32)           | Andreas Seppi            | 1er tour (1/64) | Kei Nishikori    | 1er tour (1/64) | Jarkko Nieminen   |
| 2013  | 1er tour (1/64)  | Jürgen Melzer    | —                        | —                        | —               | —                | 3e tour (1/16)  | David Ferrer      |
| 2014  | 1er tour (1/64)  | Alejandro Falla  | 2e tour (1/32)           | John Isner               | 3e tour (1/16)  | Rafael Nadal     | 1er tour (1/64) | J.-L. Struff      |
| 2015  | 1er tour (1/64)  | Malek Jaziri     | 1er tour (1/64)          | Dudi Sela                | 1er tour (1/64) | Andy Murray      | 3e tour (1/16)  | Marin Čilić       |
| 2016  | 1er tour (1/64)  | João Sousa       | 1er tour (1/64)          | Adrian Mannarino         | 2e tour (1/32)  | Forfait          | 1er tour (1/64) | Lucas Pouille     |
| 2017  | 1er tour (1/64)  | Frances Tiafoe   | 2e tour (1/32)           | R. Bautista-Agut         | 2e tour (1/32)  | Mischa Zverev    | 3e tour (1/16)  | Lucas Pouille     |
| 2018  | 1er tour (1/64)  | Peter Gojowczyk  | 1er tour (1/64)          | A. Ramos-Viñolas         | 2e tour (1/32)  | Rafael Nadal     | 3e tour (1/16)  | John Millman      |
| 2019  | 1er tour (1/64)  | Lucas Pouille    | 1er tour (1/64)          | Martin Kližan            | 1/8 de finale   | Kei Nishikori    | 2e tour (1/32)  | Alexei Popyrin    |
| 2020  | 1er tour (1/64)  | Marc Polmans     | 2e tour (1/32)           | Pedro Martínez           | Annulé          | Annulé           | 3e tour (1/16)  | Jordan Thompson   |
| 2021  | 1er tour (1/64)  | Dominic Thiem    | 1er tour (1/64)          | A. Davidovich            | 1er tour (1/64) | Alexander Bublik | 1er tour (1/64) | Pablo Andújar     |
| 2022  | 1er tour (1/64)  | Tommy Paul       | —                        | —                        | 1er tour (1/64) | Jenson Brooksby  | Q2              | Fernando Verdasco |
| 2023  | Q2               | Yosuke Watanuki  | —                        | —                        | —               | —                | Q2              | Enzo Couacaud     |
| 2024  | —                | —                | 1er tour (1/64)          | Fábián Marozsán          | Q3              | Hugo Gaston      | Q1              | Marco Trungelliti |
| 2025  | Q1               | Mark Lajal       | Q1                       | Geoffrey Blancaneaux     | Q2              | August Holmgren  | —               | —                 |

N.B. : à droite du résultat se trouve le nom de l'ultime adversaire.

### En double
| Année | Open d'Australie                                                                            | Open d'Australie                                                                       | Internationaux de France                                                                   | Internationaux de France                                                                   | Wimbledon | Wimbledon | US Open | US Open |
| ----- | ------------------------------------------------------------------------------------------- | -------------------------------------------------------------------------------------- | ------------------------------------------------------------------------------------------ | ------------------------------------------------------------------------------------------ | --------- | --------- | ------- | ------- |
| 2011  | 1er tour (1/32) T. Gabashvili \|\| style="text-align:left;" \| M. Knowles M. Mertiňák       | 1/8 de finale T. Gabashvili \|\| style="text-align:left;" \| Bob Bryan Mike Bryan      | 2e tour (1/16) M. Russell \|\| style="text-align:left;" \| J. S. Cabal R. Farah            | 2e tour (1/16) D. Istomin \|\| style="text-align:left;" \| D. Bracciali P. Starace         |           |           |         |         |
| 2012  | 1er tour (1/32) D. Toursounov \|\| style="text-align:left;" \| A. Bogomolov I. Kunitsyn     | 1er tour (1/32) I. Kunitsyn \|\| style="text-align:left;" \| C. Berlocq D. Marrero     | 2e tour (1/16) Lukáš Rosol \|\| style="text-align:left;" \| J. Cerretani É. Roger-Vasselin | 1er tour (1/32) Lu Y-h. \|\| style="text-align:left;" \| A.-U.-H. Qureshi J.-J. Rojer      |           |           |         |         |
|       |                                                                                             |                                                                                        |                                                                                            |                                                                                            |           |           |         |         |
| 2014  | 1er tour (1/32) T. Gabashvili \|\| style="text-align:left;" \| J.-J. Rojer Horia Tecău      | 2e tour (1/16) T. Gabashvili \|\| style="text-align:left;" \| M. Draganja F. Mergea    | 2e tour (1/16) T. Gabashvili \|\| style="text-align:left;" \| Mate Pavić André Sá          | 1/8 de finale M. Venus \|\| style="text-align:left;" \| A. Peya B. Soares                  |           |           |         |         |
| 2015  | 1er tour (1/32) T. Gabashvili \|\| style="text-align:left;" \| A.-U.-H. Qureshi N. Zimonjić | 1er tour (1/32) J. Brunström \|\| style="text-align:left;" \| A. Golubev D. Istomin    | 1er tour (1/32) Radu Albot \|\| style="text-align:left;" \| M. Fyrstenberg S. González     | 1er tour (1/32) Chung Hyeon \|\| style="text-align:left;" \| F. Čermák Jiří Veselý         |           |           |         |         |
| 2016  | 1er tour (1/32) R. Junaid \|\| style="text-align:left;" \| S. Bolelli Fabio Fognini         | —                                                                                      | —                                                                                          | —                                                                                          | —         | —         | —       |         |
|       |                                                                                             |                                                                                        |                                                                                            |                                                                                            |           |           |         |         |
| 2018  | 1er tour (1/32) D. Istomin \|\| style="text-align:left;" \| Sam Groth Lleyton Hewitt        | —                                                                                      | —                                                                                          | —                                                                                          | —         | —         | —       |         |
| 2019  | 1er tour (1/32) Bradley Klahn \|\| style="text-align:left;" \| Raven Klaasen Michael Venus  | 1/4 de finale Joran Vliegen \|\| style="text-align:left;" \| J. S. Cabal Robert Farah  | 2e tour (1/16) A. Bublik \|\| style="text-align:left;" \| J. S. Cabal Robert Farah         | 1er tour (1/32) Andrey Rublev \|\| style="text-align:left;" \| Oliver Marach Jürgen Melzer |           |           |         |         |
| 2020  | 1/2 finale A. Bublik \|\| style="text-align:left;" \| Rajeev Ram Joe Salisbury              | 1er tour (1/32) A. Bublik \|\| style="text-align:left;" \| Kevin Krawietz Andreas Mies | Annulé                                                                                     | Annulé                                                                                     | —         | —         |         |         |
| 2021  | 2e tour (1/16) R. Berankis \|\| style="text-align:left;" \| James Duckworth Marc Polmans    | —                                                                                      | —                                                                                          | —                                                                                          | —         | —         | —       |         |

N.B. : le nom du partenaire se trouve sous le résultat ; les noms des ultimes adversaires se trouvent à droite.

### En double mixte
| Année | Open d'Australie | Open d'Australie | Internationaux de France | Internationaux de France | Wimbledon                 | Wimbledon                 | US Open | US Open |
| ----- | ---------------- | ---------------- | ------------------------ | ------------------------ | ------------------------- | ------------------------- | ------- | ------- |
| 2012  | —                | —                | —                        | —                        | 3e tour (1/8) Y. Shvedova | A. Kudryavtseva P. Hanley | —       | —       |

N.B. : le nom de la partenaire se trouve sous le résultat ; les noms des ultimes adversaires se trouvent à droite.

## Parcours dans lesMasters 1000
| Année | Indian Wells           | Miami                 | Monte-Carlo            | Madrid                 | Rome              | Canada                | Cincinnati           | Shanghai                  | Paris              |
| ----- | ---------------------- | --------------------- | ---------------------- | ---------------------- | ----------------- | --------------------- | -------------------- | ------------------------- | ------------------ |
| 2009  | —                      | 2e tour D. Toursounov | —                      | —                      | —                 | —                     | —                    | —                         | —                  |
|       |                        |                       |                        |                        |                   |                       |                      |                           |                    |
| 2011  | 1er tour Ł. Kubot      | 2e tour S. Querrey    | —                      | —                      | —                 | —                     | —                    | 1er tour A. Montañés      | —                  |
| 2012  | —                      | 1er tour G. Dimitrov  | 1/8 de finale R. Nadal | —                      | —                 | 2e tour R. Gasquet    | —                    | —                         | —                  |
|       |                        |                       |                        |                        |                   |                       |                      |                           |                    |
| 2014  | 3e tour F. López       | 1er tour Lu Y.-h.     | —                      | —                      | 2e tour D. Ferrer | —                     | —                    | 1/8 de finale N. Djokovic | —                  |
| 2015  | 1er tour V. Pospisil   | 2e tour G. Simon      | 1er tour Kohlschreiber | —                      | —                 | —                     | —                    | —                         | —                  |
| 2016  | 2e tour K. Nishikori   | 3e tour D. Džumhur    | —                      | —                      | 2e tour A. Murray | —                     | —                    | —                         | —                  |
| 2017  | 2e tour John Isner     | 2e tour R. Bautista   | —                      | 1er tour D. Ferrer     | —                 | —                     | —                    | —                         | —                  |
| 2018  | 1er tour M. Zverev     | 1er tour M. Copil     | —                      | 2e tour K. Anderson    | —                 | —                     | —                    | 2e tour K. Anderson       | 2e tour John Isner |
| 2019  | 1er tour F. Krajinović | 1er tour G. Andreozzi | 2e tour S. Tsitsipás   | 1er tour Kohlschreiber | 1er tour L. Djere | 1er tour A. Mannarino | 2e tour A. Mannarino | 2e tour D. Goffin         | —                  |
|       |                        |                       |                        |                        |                   |                       |                      |                           |                    |
| 2021  | —                      | 2e tour A. Karatsev   | —                      | —                      | —                 | —                     | —                    | n.o.                      | —                  |
| 2022  | 1er tour T. Paul       | 2e tour T. Fritz      | —                      | —                      | —                 | —                     | —                    | n.o.                      | —                  |
| 2023  | —                      | —                     | —                      | —                      | —                 | —                     | —                    | 2e tour D. Evans          | —                  |

N.B. : sous le résultat se trouve le nom de l’ultime adversaire.

## Titres en Challenger
- 2007 :  Saransk, Samarcande
- 2008 : Barletta
- 2009 : Penza
- 2010 : Brunswick, Penza
- 2011 : Astana
- 2013 : Košice, Istanbul, Izmir
- 2015 : Astana
- 2016 : Prostějov, Moscou
- 2018 : Irving
- 2024: Manama
- 2024: Tenerife

## Victoires sur le top 10
Toutes ses victoires sur des joueurs classés dans le top 10 de l'ATP lors de la rencontre.
| Légende      |
| Grand Chelem |
| Masters 1000 |
| 500 Series   |
| 250 Series   |
| Coupe Davis  |

| # | M.K.  | Tournoi           | Année | Surface    | Adversaire            | Rang  | Tour   | Score                   |
| - | ----- | ----------------- | ----- | ---------- | --------------------- | ----- | ------ | ----------------------- |
| 1 | no 88 | Saint-Pétersbourg | 2010  | Dur (int.) | Mikhail Youzhny       | no 10 | Finale | 6-3, 7-62               |
| 2 | no 84 | Bâle              | 2014  | Dur (int.) | Stanislas Wawrinka    | no 4  | 1/16   | 6-4, 61-7, 6-3          |
| 3 | no 71 | Vienne            | 2018  | Dur (int.) | Grigor Dimitrov       | no 10 | 1/16   | 6-4, 4-6, 6-4           |
| 4 | no 47 | US Open           | 2019  | Dur (ext.) | Roberto Bautista-Agut | no 10 | 1/64   | 3-6, 6-1, 6-4, 3-6, 6-3 |

## Classements ATP en fin de saison
| Année          | 2005 | 2006 | 2007 | 2008 | 2009 | 2010 | 2011 | 2012 | 2013 | 2014 | 2015 | 2016 | 2017 | 2018 | 2019 | 2020 | 2021 | 2022 | 2023 | 2024 |
| Rang en simple | 1523 | 767  | 203  | 149  | 132  | 59   | 91   | 106  | 67   | 70   | 65   | 89   | 74   | 53   | 67   | 89   | 183  | 191  | 264  | 113  |
| Rang en double | 1696 | 773  | 607  | 617  | 589  | 386  | 122  | 437  | 442  | 144  | –    | 422  | 821  | 785  | 140  | 76   | 128  | 1067 | –    | –    |

Source : (en) Classements de Mikhail Kukushkin sur le site officiel de la Fédération internationale de tennis